# Jerzy Handzlik
Jerzy Handzlik (1958 –) lengyel eszperantista. Felesége Małgorzata Handzlik politikus, európai parlamenti képviselő. Egyik dala szerint néha szakáll nélküli bárdnak (Bardo sen barbo) hívják.

## Életútja
Jerzy Handzlik több lengyelországi céget vezet, amelyek közül az eszperantisták körében a legismertebb a KLEKS kiadó, amely eszperantó és lengyel nyelvű könyveket és hanglemezeket ad ki. Jerzy Handzliknak két lánya van. Egyes eszperantó rendezvényeken, például a 2018-as lisszaboni Eszperantó Világkongresszuson és a 2018-as Arkones-on lányával, Dominika Handzlik-kal együtt énekelt. 2013-ban az UEA, Reykjavíkban az eszperantó zenei és kiadói tevékenységéért az UEA kiemelkedő művészi tevékenységéért oklevéllel tüntették ki.

## Lemezei
- Ni tostu la verdan fortunon ... (1999, Eldonejo KLEKS)
  1. Ludoviko
  2. Knaboj de tiu kongreso
  3. Kabeiĝos iam mi...
  4. Dek klubanoj
  5. Bieno en Nordio
  6. La knaboj de nigra-blanka foto
  7. Justaj bomboj
  8. Esperantisto ekesto kaj malapero
  9. Kun mia gitaro...
  10. Dancu Eŭropo
  11. Titanik'
  12. Finnlando
  13. Ripetado (dum la leciono de Rikardo Ŝulco)
  14. Regularo
  15. Egalec' per lingvo
  16. Tropostulo
  17. Ukrainio
  18. Ni tostu la verdan fortunon
  19. Ĝis revido
- Vivu Esperantujo (1989)

## Könyvek
- Płatki i kolce. Fraszki (Petaloj kaj dorno. Komikaj poemetoj), Słowo wstępne Andrzej Rostowski, Wydawnictwo KLEKS, Antaŭvorto Andrzej Rostowski, Bielsko-Biała 2016, p. 264
- Verdeskaj Pensoj, Eldonejo Klesk, 2009, 133 p.

Lengyel nyelvű vígjáték szerzője: "Pismo węzełkowe" (A csomós nyelv), amelyet a wroclawi Extravaganza Színházban (Teatr Ekstrawersja) mutattak be 2019 decemberében.

## Fordítás
- Ez a szócikk részben vagy egészben  a   Georgo Handzlik című eszperantó Wikipédia-szócikk ezen változatának fordításán alapul.  Az eredeti cikk szerkesztőit annak laptörténete sorolja fel. Ez a jelzés csupán a megfogalmazás eredetét és a szerzői jogokat jelzi, nem szolgál a cikkben szereplő információk forrásmegjelöléseként.